# アイアン・ギアー級
- 戦闘メカ ザブングル > ランドシップ > アイアン・ギアー級
- 戦闘メカ ザブングル > ウォーカーマシン > アイアン・ギアー級

アイアン・ギアー級（Iron Gear-class）は、テレビアニメ及びアニメーション映画『戦闘メカ ザブングル』に登場する架空の地上移動艦の艦級。惑星ゾラの支配階級であるイノセントが供与するランドシップ（以下LS）の一つであり、劇中にはアイアン・ギアー、グレタ・ガリー、ギア・ギアが登場する。なお劇中においては「～級、～クラス」との語は用いられず、全て「～タイプ」と呼ばれる。

## 概要
人類再生を目指すイノセントがシビリアンと呼ばれる新人類に与えたLSの中でも、極めて特殊な艦である。最大の特徴はウォーカーマシン（以下WM）に変形する機能を有していることである。WM形態は艦船サイズであり、ゾラ史上最大のWMである。
イノセントはシビリアンの精神的発展を勘案して、より複雑なマシンを供与する計画であった。その計画からの推定では、このアイアン・ギアー級はシビリアンの革新を示す象徴的なLSと言える。
しかし、構造の複雑さから故障や燃料消費が多い。LS形態ではホバリングによる浮上航行が可能であるが、変形すると大腿部や脚部に内蔵されたホバー機構が使えなくなるため飛行能力は低下し、せいぜい跳躍が可能な程度となる。劇中初期ではどちらかといえば性能よりも、交易商人として「イノセントより最新鋭のLSを手に入れた」というステータスを顕示する艦として見られており、信頼性が無く取り扱いの難しい厄介なLSとして、操舵手のコトセットは散々愚痴を言い続けていた。

### スペック・武装
ランドシップ時
- 全長：168.7m
- 全備重量：49,890t
- 巡航出力：231,900馬力
- 設計最大出力：33,300×30馬力（999,000馬力）
- 巡航速度：55.5km/h
- 最大速度：129.6km/h

LS状態では170m近い大型艦だが、WM形態への変形により脚部、腕部に当たる部分のほとんどがデッドスペースとなるため、他のランドシップに比べ固定武装と貨物積載容積が少なく、加えて燃費も悪いという欠点を持つ。格納庫は、艦首（変形後は格納される爪先）と艦橋基部（変形後は胸。格納庫兼船倉として使用される）に持つが、WM形態であっても水平を保てるのは腕部を除く胸部以上に限られており、大型WMの積載は4機が事実上の限度で、積載量は大型LSとしては非常に少ないと言わざるを得ない。中央に円形の甲板もあるが、WMに変形する際は使用不可となる。（緊急時に甲板に置いた小型WMを跳ね飛ばして変形した事もある）
主砲はWM形態での爪先部に左右それぞれに20cm砲を連装で2基装備する。WM形態でも水平射撃が可能となっているため、鉛直方向への射撃も可能である。なお、ゾラで20cm砲を装備したLSは本級とデラバス・ギャラン級、エンペラー改級のみである。
ウォーカーマシン時
- 全高：128.6m（異説138m）
- 出力：231,900馬力
- 設計最大出力：2,504,000馬力
- 通常速力：101km/h
- 設計最大速力：296km/h

下部前後に突き出たホバー部分が垂直に動き、合わさって脚になる形で変形。WM状態では全高120mを超える無敵の巨人となる。第5話で初めて変形させた。比較的薄い相手の上面装甲を攻撃することができるため、WM形態による高さを活かした攻撃ではほぼ無敵である。のみならず、その巨大さに恐怖を抱き、戦意喪失する者も少なくない。
反面、WMへの変形は船体に余分なストレスを与え船体寿命を短くするデメリットがある上、船体内部、特に手足の部分は床や天井がLS状態とは方向が異なるため、固定されていない備品がむちゃくちゃな状態となるのは想像に難くない。緩衝装置らしき物もないので動く度に凄まじい振動も伴っており、クルーにとって乗り心地は最悪である（艦橋ですら揺れっぱなしである。しかも安全帯も用意されていない上に、場面によっては窓も開きっぱなしである）。変形後もほとんどの武装が使用可能である。つま先にあたる主砲塔や腰部の副砲は地面に対して直角になるため、砲手席は砲身の後方に吊り下げられている。変形時の艦橋（頭）部のアニメーションが逆（WM形態からLSに変形している）というミスがあるが、最後まで修正されなかった。
操艦は、LS形態・WM形態ともにコトセット・メムマが行うことが多いが、ジロンやファットマンが動かす時もあった。
武装
- 20cm連装砲×2
- 76mm連装対艦速射砲×2
- 40mm連装対WM機関砲×4
- 艦首連装ミサイル×2
- （追加兵装）三連装遅燃性高熱散榴弾砲（ポタン砲）
- 格闘
  - その剛腕で対象を殴り飛ばす。コトセット曰く、「殴り合いのためについている手と足」。イノセントがどんな意図でこの機能を与えたのかは不明であるが、グレタのプロメウスを潰したり、ドランを殴り飛ばしたり、ギア・ギア戦で殴り合ったりと、殴り合いの武器として存分に生かされた。5本指のマニピュレーターを装備しているが、このサイズのマニピュレータに握らせる器具や武装はゾラには存在しない（クローバーの玩具には、武器が付属していた）。

必殺技
- 大ジャンプ突撃
  - 最終話、Xポイント攻略時にラグの発案で実施された必殺戦法。120メートルを超える巨体を宙に飛ばし、対象を踏みつぶす。その威容はティンプも絶句して撤退し、ブレーカー達も逃げ出すほど。その巨体と重力加速度がもたらす破壊力は絶大であり、Xポイントのドームを踏みつぶして穴を開けた。

## アイアン・ギアー（初代）
ゾラでも3本の指に入ると言われた有力交易商人、キャリング・カーゴが2機のザブングルタイプのWMとともに入手した。その後、キャリング・カーゴの死亡により、娘のエルチ・カーゴが2代目の所有者および艦長となる。しかしジロン・アモスとの恋愛のもつれで艦を降りることがあり、その場合はコトセットが艦長代理役を務めた。
船体色は赤。安定翼・上腕・大腿部が白。

### 劇中での活躍
物語の初盤では、バザー会場などで慣らし運転を兼ね、度々変形を試みる描写がある（完全にWMへ変形せず、途中でLS形態へと戻していた）。整備主任であるコトセットは変形に伴う本級の機構の無理を嫌悪しており、「何が最新型だ」と文句を言いつつ、少しでも万全な状態を目指して整備していた。キャリングが死に、エルチに代替わりしたグロッキー戦あたりから変形に成功するが、やはり機構に無理があり、コトセットは「整備中」を名目に変形を極力抑えていた。
その後、度重なる交戦による疲弊の後、第25話で同型艦のグレタ・ガリーとの交戦で大破した。グレタ・ガリー鹵獲後の第26話で、エルチは父の想いが残っているとして爆破、自沈処分とした。
ビッグマン一家との決戦時のみ、3連装遅燃性高熱散榴弾砲（通称ポタン砲）を追加装備している。これはイノセントの1級司政官ビエルから唯一として譲渡された新しい装備であるが、実はビッグマンにも与えられており、デラバス・ギャランにも装備されていた。

### 小説版
ソノラマ文庫版でもアイアン・ギアーは登場し、ＴＶと同じくキャリングは途中で死亡してエルチがその後を継ぐ。変形機能はなく通常の新型LSとされている。猛烈な火力を有するが、キャリングの死後は砲弾他の補給物資をホーラに持ち逃げされており、以後、交戦を避けて逃げ隠ればかりするようになった為に、その高性能ぶりを発揮することはなかった。
途中で後述のアイアン・ギアーII世号に乗り換えるものの、最後には再びジロン達の元に戻った。

## グレタ・ガリー
第25話に登場したグレタ・ガリーは、有力な運び屋であったカラス・カラスの艦である。船体色はイエローで、安定翼・上腕・大腿部が白。胸部には名称の頭文字であるG・Gと赤色で書かれている（ドーム内では塗られておらず、後でカラスが塗ったもの）。アイアン・ギアーとは艦橋部のデザインが微妙に異なる。
性能はレーダー以外の様々な部分でアイアン・ギアー（初代）を上回り、主砲の射程や変形機能の信頼度も向上している。

### 劇中での活躍（グレタ・ガリー）
弟ガリー・カラスの仇討ちを仕掛けて逆に返り討ちに遭い、妻のグレタ・カラスやLSをはじめ自身の財産をほとんど失ったカラス・カラスが、第25話で交易ポイントに出向いてビエルに対して前代未聞のランドシップの前借りを請い、この申し出を『アイアン・ギアーを擁するカーゴ一家に同等の戦力をぶつけてみるという実験に利用できる』と考えたビエルが了承して貸し付けた。この艦は2番艦であるとの説が一般的である。
カラスは亡き妻（実際には生きていたが）と弟の名からこの艦をグレタ・ガリーと命名して決戦に挑み、新型艦のメリットを生かした遠距離砲撃でアイアン・ギアーを圧倒するが、乗員不足とジロンたちの活躍もあって戦線は膠着状態となる。疲弊していたアイアン・ギアーが満足に稼動できないことを察知したカラスはWM形態へ変形して一気に決着をつけようとするが、変形途中のグレタ・ガリーの大腿部にジロンのザブングルが突っ込み、変形を阻止している間に満身創痍のアイアン・ギアーがグレタ・ガリーに体当たりを敢行。カラスは落下する機器類に押し潰され、グレタ・ガリーは沈黙した。

## アイアン・ギアー（2代目）
第26話でグレタ・ガリーとの交戦で大破したアイアン・ギアー（初代）を放棄し、鹵獲したグレタ・ガリーを2代目アイアン・ギアーとしたもの。修理後、初代と同色の赤に塗り替えられている（ただしLポイント襲撃時には塗り替えが間に合わず、翌話序盤までは船体左右の色が違っていた）。変形機構の信頼性が向上したためか、初代と比較してWM形態に変形しての戦闘が飛躍的に増えている。

### 劇中での活躍（2代目）
ウォーカー・ギャリアを強奪したLポイントへの襲撃以降、エルチがイノセントに拉致された後には反イノセント組織であるソルトの旗艦となり、反イノセントの中核となった。第40話でのギア・ギアとの戦いで深手を負う（武器まで使用不可能な状態）が、第41話でカタカムが手を回していたカルダスのドック艦ゴルゴンによって、修理を受け蘇った。第43話でギア・ギアと120mを超すWM形態同士の格闘戦を行ない、その後の対キャリング戦でも同艦を踏み潰している。
変形後の脚部と背部にあたるジェットホバーノズルを全開にするとジャンプが可能で、最終決戦地のXポイントのドームを踏み潰している。その様をコトセットは、「マンガだからね」と説明を避けた（劇場版では「アニメだからね」に変更）。スーパーロボット大戦では「突撃」として武装登録されている（台詞は劇場版仕様のものが使われている）。
なお第30話では雪原でカムフラージュのために、艦橋部に白い布を付けたほっかむり状態もみせた。

### アイアン・ギアーII世号
こちらの2代目アイアン・ギアーとは繋がりがないが、小説版(ソノラマ文庫)では、アイアン・ギアーに良く似ている一回り小型の艦に乗り換え、アイアン・ギアーII世号と命名している。
作中ではアイアン・ギアーと遭遇した際、自艦の装備や弾薬が無い事で、ジロン達が交戦を避け、「ランド・シップの交換をしないか？」と持ちかけ、弾薬も食料も沢山有ると騙して、アイアン・ギアーを捨て、こちらに乗り換えたが、アイアン・ギアーII世号側も弾薬や装備が殆ど空であり、結局騙しあって意味がない形になってしまった。
前のアイアン・ギアーと同じく、逃げ回って性能を発揮する機会は無かった。小説ラストではジロン達は元のアイアン・ギアーに戻ったので、アイアン・ギアーII世号のその後は不明。

## ギア・ギア
ギア・ギアは第37話で、イノセントのシビリアンに対する支配体制の維持を目論むカシム・キングとその一派によって洗脳されたエルチ・カーゴにより編成された「軍隊」へ与えられた艦である。回航されてきたHポイント（第35話）付近の洞窟でエルチに供与された。3番艦との説が一般的である。
ランドシップ形態ではブリッジとなる頭頂部に露天式指揮用デッキ（設定には「エルチのお立ち台」とある）が設けられている。船体色はディープグレーで、安定翼・上腕・大腿部・胸部装甲板の一部がブルーグレー。胸部ハッチのガラスの色はアイアン・ギアー、グレタ・ガリー共にグリーンだが、ギア・ギアは黄色である。アイアン・ギアー（2代目）よりも速力が優れ、主砲射程距離も長いことから、劇中に登場したアイアン・ギアー級の中で最も高性能である。

### 劇中での活躍（ギア・ギア）
文化的なイノセントに憧れるエルチ・カーゴは、支配階級であるイノセント市民になれると騙され洗脳処置を受けさせられる。その後アイアン・ギアー勢への切り札として戦線へ投入されるが、洗脳を超えるジロン達の結束力とソルトの団結力により作戦の多くは失敗している。
ぶっつけ本番でWM形態への変形を試みたグレタ・ガリーは一度も変形することなく交戦終了したが、第43話でギア・ギアは変形に成功し、アイアン・ギアーと120mを超えるWM同士の格闘戦を行なっている。ギア・ギアは性能では上回るものの、コトセットの操艦の熟練度の差でアイアン・ギアーが有利に格闘を展開。ギア・ギアは左主翼部・右肩部を大破し、最終的に足払いにより倒された。